# Automobilfabrik G. W. Müller & Co.
Die Automobilfabrik G. W. Müller & Co. war ein Schweizer Hersteller von Automobilen. Der Markenname lautete Turbo.

## Unternehmensgeschichte
G. W. Müller gründete 1921 in Zürich das Unternehmen zur Produktion von Automobilen. 1922 endete die Produktion. Müller wechselte daraufhin nach Deutschland, gründete die Turbo-Motoren AG und setzte die Fertigung bis 1924 fort.

## Fahrzeuge
Es gab nur ein Modell. Eine Besonderheit war der Motor: Dabei handelte es sich um einen Fünfzylinder-Sternmotor. Die Zylindermaße 70 mm Bohrung und 75 mm Hub ergaben 1443 cm³ Hubraum. Die Leistung des luftgekühlten Motors mit OHV-Ventilsteuerung betrug 27 PS. Zur Wahl standen ein Dreiganggetriebe sowie ein Vierganggetriebe von Soden. Die bauartbedingte Höchstgeschwindigkeit war mit 97 km/h angegeben, und das Gewicht mit 600 kg. Im Angebot waren offene und geschlossene zwei- und viersitzige Karosserien. Der Preis betrug 7500 Schweizer Franken.